# Apeadeiro de Comenda
O Apeadeiro de Comenda é uma interface encerrada da Linha de Évora, que servia a zona do Bairro da Comenda, na cidade de Évora, em Portugal.

## História
Este apeadeiro situa-se no troço entre a Estação de Évora e o Apeadeiro de Vale do Pereiro, que entrou ao serviço em 5 de Setembro de 1871.
Os serviços de passageiros entre Évora e Estremoz foram terminados em 2 de Janeiro de 1990, pela operadora Caminhos de Ferro Portugueses. Este lanço passou a ser utilizado apenas por serviços de mercadorias até 2009, ano em que deixou de ser explorado, tendo sido oficialmente desclassificado em 2011.